# Коронелли, Виктор Викторович
Ви́ктор Ви́кторович Короне́лли (род. 9 февраля 1958, Москва) — советский и российский дипломат. Чрезвычайный и полномочный посол (2018).

## Биография
Родился в 1958 году в Москве. Отец — военнослужащий, полковник Виктор Ростиславович Коронелли (1934—2020), из города Феодосия, Крым, мать — микробиолог, профессор МГУ, доктор биологических наук Татьяна Васильевна Коронелли (Пахомова, 1934—2013), до выхода на пенсию работала на кафедре общей экологии и гидробиологии биологического факультета МГУ имени М. В. Ломоносова.
Виктор Коронелли окончил кафедру социально-экономической географии капиталистических и развивающихся стран Московского государственного университета имени М. В. Ломоносова. Имеет степень кандидата географических наук.
В 1988 году поступил на дипломатическую службу. В 2005—2007 годах работал советником-посланником посольства России в Республике Чили. С 2008 по 2009 год — начальник отдела в Латиноамериканском департаменте МИД РФ, с января 2009 по июль 2011 года — заместитель директора Латиноамериканского департамента МИД России.
С 21 июля 2011 по 20 июня 2018 года — чрезвычайный и полномочный посол Российской Федерации в Аргентинской Республике.
С 20 июня 2018 по 10 февраля 2023 года — чрезвычайный и полномочный посол Российской Федерации в Мексике.
С 22 июня 2018 по 10 февраля 2023 года — чрезвычайный и полномочный посол Российской Федерации в Белизе по совместительству.
С 10 февраля 2023 года — чрезвычайный и полномочный посол Российской Федерации на Кубе.

### Раскрытие банды наркоторговцев
По данным МИД РФ и Министерства безопасности Аргентины, в декабре 2016 года В. Коронелли, заранее согласовавший свои действия с ФСБ, сообщил аргентинским спецслужбам, что в школе при посольстве РФ в Буэнос-Айресе (школа расположена на территории посольского комплекса и на неё распространяется экстерриториальность) находятся 12 подозрительных чемоданов. Силовики проверили груз и обнаружили 389 килограммов кокаина, стоимость которого они оценили в 50 млн евро. Спецслужбы Аргентины и РФ договорились заменить наркотик на муку, оборудовали чемоданы GPS-трекерами и спустя год, в декабре 2017 года, доставили груз в Москву. За это время была организована прослушка телефона предполагаемого организатора контрабанды, по результатам расшифровки которой был составлен список подозреваемых и начата их разработка.
В результате спецоперации были выявлены и арестованы в общей сложности 6 подозреваемых. В их числе оказались бывший завхоз посольства России в Буэнос-Айресе Али Абянов, сотрудник полиции Буэнос-Айреса российского происхождения Иван Близнюк, занимавшийся охраной посольства, и предполагаемый организатор контрабанды — россиянин Андрей Ковальчук, бизнесмен из Гамбурга, которого СМИ называют бывшим административно-техническим сотрудником посольства РФ в Берлине (МИД России утверждает, что Ковальчук в посольстве в Берлине никогда не работал). Из перехваченных аргентинскими спецслужбами переговоров следует, что с 2012 года Ковальчук приезжал в Аргентину 11 раз, и каждый раз на машинах с дипломатическими номерами вывозил из посольства чемоданы, якобы с коньяком. СМИ распространили информацию о том, что груз он вывозил под видом дипломатической почты, однако официальный представитель МИДа Мария Захарова опровергла эту информацию. Из прослушки переговоров стало известно, что у Ковальчука произошла ссора с Коронелли, после которой бизнесмен более не мог продолжать свою деятельность. Возникшие проблемы Ковальчук намеревался решить посредством замены Коронелли на другого посла: в одном из разговоров он заявил о том, что благодаря его усилиям Коронелли отстранят от обязанностей в июне 2018 года.
Секретарь совета безопасности Аргентины Эухенио Бурсако в конце февраля 2018 года заявил, что, возможно, ранее наркомафия вывозила наркотики по той же схеме через российское посольство в Уругвае и, возможно, через посольства в других соседних с Аргентиной странах.
По мнению бывшего посла РФ в Аргентине Яна Бурляя, занимавшего эту должность в 1993—1996 годах, Виктор Коронелли поступил как ответственный дипломат, придерживающийся директив своего министерства. У самого Бурляя был похожий опыт во время работы в посольстве РФ в Эквадоре, и он получил такие же директивы. «Наркобарона» там удалось задержать и доставить в Россию, ведётся следствие, скоро будет суд. Бурляю пришлось привлечь не только спецслужбы Эквадора, но и Управление по борьбе с наркотиками США и Интерпол.
Министр безопасности Аргентины Патрисия Буллрич, с которой Коронелли плотно взаимодействовал на протяжении всей операции, лично контролировала её ход со стороны Аргентины. Комментируя итоги операции, министр высоко оценила эффективность взаимодействия спецслужб обеих стран. С аргентинской стороны в операции участвовали Министерство безопасности Аргентины и находящаяся под зонтиком этого министерства Национальная жандармерия, а со стороны РФ — ФСБ. Но, как отметила Буллрич, несмотря на то, что в спецоперацию было вовлечено множество людей и несколько ведомств, главным её помощником был Виктор Коронелли.

## Личная жизнь
Женат, имеет двоих сыновей и дочь. Младший брат Антон Викторович Коронелли преподаёт дзюдо. Владеет английским и испанским языками.

## Награды
- Орден Почёта (8 июля 2022) — За большой вклад в реализацию внешнеполитического курса Российской Федерации и многолетнюю добросовестную дипломатическую службу[18].
- Орден Дружбы (14 мая 2016) — За большой вклад в реализацию внешнеполитического курса Российской Федерации и многолетнюю добросовестную работу[19].
- Большой Крест ордена Освободителя Сан-Мартина (Аргентина)

## Дипломатический ранг
- Чрезвычайный и полномочный посланник 2 класса (24 октября 2007)[20].
- Чрезвычайный и полномочный посланник 1 класса (13 июня 2013)[21].
- Чрезвычайный и полномочный посол (10 февраля 2018)[22].